# حسن‌بای رحیم‌اف
حسن‌بای رحیم‌اف (به انگلیسی: Khasanboy Rakhimov؛ زادهٔ ۷ ژانویهٔ ۱۹۹۸) یک کشتی‌گیر آزادکار اهل کشور ازبکستان است.

## مسابقات قهرمانی کشتی جهان ۲۰۱۹
رحیم‌اف در وزن ۱۲۵ کیلوگرم کشتی آزاد مسابقات قهرمانی کشتی جهان ۲۰۱۹ نورسلطان حاضر بود که در مسابقه اول و دوم لوئیس ویونس از ونزوئلا و دنیل لیگتی از مجارستان را شکست داد اما در مسابقه بعد به طاها آکگل از ترکیه باخت و با توجه به حضور این کشتی‌گیر در فینال، به دیدار شانس مجدد رفت. او در مراحل شانس مجدد الکساندر رومانوف از مولداوی را شکست داد و به دیدار رده‌بندی رسید. وی در این دیدار ژیوی دنگ از چین را شکست داد و مدال برنز وزن ۱۲۵ کیلوگرم را به دست آورد. تست دوپینگ او مثبت اعلام شد و مدال برنز از وی پس گرفته شد.